# July da Silva
July Ferreira da Silva (* 7. Oktober 1994) ist eine brasilianische Leichtathletin, die sich auf den Mittelstreckenlauf spezialisiert hat und auch im Hindernislauf an den Start geht.

## Sportliche Laufbahn
Erste internationale Erfahrungen sammelte July da Silva im Jahr 2010, als sie bei den erstmals ausgetragenen Olympischen Jugendspielen in Singapur in 6:56,00 min den sechsten Platz über 2000 m Hindernis belegte. Anschließend siegte sie in 7:09,16 min über diese Distanz bei den Jugendsüdamerikameisterschaften in Santiago. Im Jahr darauf belegte sie bei den Juniorensüdamerikameisterschaften in Medellín in 11:43,16 min den sechsten Platz über 3000 m Hindernis und bei den Crosslauf-Weltmeisterschaften 2013 in Bydgoszcz lief sie nach 21:46 min auf Rang 73 im U20-Rennen ein. Mitte Oktober siegte sie dann bei den Juniorensüdamerikameisterschaften in Resistencia in 4:28,56 min im 1500-Meter-Lauf und gewann in 11:01,95 min die Bronzemedaille über 3000 m Hindernis. Im Jahr darauf belegte sie bei den U23-Südamerikameisterschaften in Montevideo in 2:10,07 min den vierten Platz im 800-Meter-Lauf und sicherte sich in 10:34,62 min die Bronzemedaille im Hindernislauf hinter den Peruanerinnen Zulema Arenas und Jovana de la Cruz.
2016 belegte sie bei den Ibero-Amerikanischen Meisterschaften in Rio de Janeiro in 4:14,30 min den vierten Platz über 1500 m und im Jahr darauf nahm sie an der Sommer-Universiade in Taipeh teil, kam dort aber mit 4:27,15 min nicht über die erste Runde hinaus. 2019 gewann sie bei den Südamerikameisterschaften in Lima in 4:27,93 min die Bronzemedaille über 1500 m hinter der Uruguayerin María Pía Fernández und Mariana Borelli aus Argentinien und belegte zudem in 2:07,63 min den sechsten Platz über 800 m. Anschließend startete sie über 1500 m bei den Panamerikanischen Spielen ebendort und klassierte sich dort mit 4:19,25 min auf dem achten Platz. 2023 gewann sie bei den Südamerikameisterschaften in São Paulo in 4:16,11 min die Silbermedaille über 1500 Meter hinter der Argentinierin Fedra Luna. Im Jahr darauf belegte sie bei den Ibero-Amerikanischen Meisterschaften in Cuiabá in 4:13,94 min den vierten Platz und 2025 gewann sie bei den Hallensüdamerikameisterschaften in Cochabamba in 4:37,14 min die Bronzemedaille hinter der Peruanerin Anita Poma und Benita Parra aus Bolivien. Anschließend schied sie bei den Hallenweltmeisterschaften in Nanjing mit 4:22,24 min in der Vorrunde aus. Ende April gewann sie bei den Südamerikameisterschaften in Mar del Plata in 4:28,39 min die Bronzemedaille hinter der Argentinierin Micaela Levaggi und María Pía Fernández aus Uruguay.
In den Jahren 2016 und 2018 wurde da Silva brasilianische Meisterin im 800-Meter-Lauf sowie 2018 auch über 1500 Meter.

## Persönliche Bestleistungen
- 800 Meter: 2:03,55 min, 5. August 2023 in Praia Grande
- 1500 Meter: 4:13,94 min, 12. Mai 2024 in Cuiabá
  - 1500 Meter (Halle): 4:22,24 min, 21. März 2025 in Nanjing
- 3000 m Hindernis: 10:21,95 min, 10. Oktober 2014 in São Paulo